# Teriitaria II
Teri'itaria II di Huahine, altrimenti nota come Teri'itaria II (Raiatea, 1790 – Papeete, 1858), è stata regina di Huahine dal 1815 al 1858, nonché regina consorte di Tahiti come moglie di re Pomare II e reggente per il figlio e successore Pomare III.

## Biografia
Teri'itaria nacque attorno al 1790 sull'isola di Raiatea, figlia del sovrano locale Tamatoa III e di sua moglie, Tura'iari'i Ehevahine, principessa di Huahine. Ella era pertanto nipote diretta della regina Teha'apapa I di Huahine, mentre suo zio era re Teri'itaria I di Huahine da cui ella stessa prese il proprio nome.
Nel 1815 quando suo nonno abdicò in suo favore, divenne regina di Huahine, rimanendo in carica sino al 1852 quando venne deposta da una guerra civile che pose al suo posto un nuovo sovrano, Ari'imate.
Esiliata dall'isola che governava, cercò riparo a Papeete presso il regno del marito dove morì nel 1858.

## Matrimonio e figli
Sia lei che la sorella Teriʻitoʻoterai Tere-moe-moe sposarono re Pomare II di Tahiti. Dopo la morte del marito si risposò col notabile locale Ari'ipaea.

## Ascendenza
|                               |       |                                     | Genitori |  |  | Nonni |  |  | Bisnonni              |  |  | Trisnonni               |  |
|                               |       |                                     |          |  |  |       |  |  | Tamatoa II di Raiatea |  |  | Teri'i-ve-tearai Rofa'i |  |
|                               |       |                                     |          |  |  |       |  |  | Tamatoa II di Raiatea |  |  | Teri'i-ve-tearai Rofa'i |  |
|                               |       | Marama                              |          |  |  |       |  |  | Tamatoa II di Raiatea |  |  |                         |  |
| Vetea-raʻi Uʻuru              |       |                                     |          |  |  |       |  |  | Tamatoa II di Raiatea |  |  |                         |  |
|                               |       | Hapai-taha                          | …        |  |  |       |  |  |                       |  |  |                         |  |
|                               |       | Hapai-taha                          | …        |  |  |       |  |  |                       |  |  |                         |  |
|                               |       | Hapai-taha                          | …        |  |  |       |  |  |                       |  |  |                         |  |
| Tamatoa III di Raiatea        |       | Hapai-taha                          |          |  |  |       |  |  |                       |  |  |                         |  |
|                               |       | Uruatu                              | …        |  |  |       |  |  |                       |  |  |                         |  |
|                               |       | Uruatu                              | …        |  |  |       |  |  |                       |  |  |                         |  |
|                               |       | Uruatu                              | …        |  |  |       |  |  |                       |  |  |                         |  |
| Opai-pai Te-roro di Bora Bora |       | Uruatu                              |          |  |  |       |  |  |                       |  |  |                         |  |
|                               |       | Teri'i Iti                          | …        |  |  |       |  |  |                       |  |  |                         |  |
|                               |       | Teri'i Iti                          | …        |  |  |       |  |  |                       |  |  |                         |  |
|                               |       | Teri'i Iti                          | …        |  |  |       |  |  |                       |  |  |                         |  |
| Teriʻitaria II                |       | Teri'i Iti                          |          |  |  |       |  |  |                       |  |  |                         |  |
|                               | Mau'a | …                                   |          |  |  |       |  |  |                       |  |  |                         |  |
|                               | Mau'a | …                                   |          |  |  |       |  |  |                       |  |  |                         |  |
|                               | Mau'a | …                                   |          |  |  |       |  |  |                       |  |  |                         |  |
| Mato Teri'i Tepoara'i         | Mau'a |                                     |          |  |  |       |  |  |                       |  |  |                         |  |
|                               |       | Te-atua-nui-marama                  | …        |  |  |       |  |  |                       |  |  |                         |  |
|                               |       | Te-atua-nui-marama                  | …        |  |  |       |  |  |                       |  |  |                         |  |
|                               |       | Te-atua-nui-marama                  | …        |  |  |       |  |  |                       |  |  |                         |  |
| Tura'iari'i Ehevahine         |       | Te-atua-nui-marama                  |          |  |  |       |  |  |                       |  |  |                         |  |
|                               |       | Teri'i-tari'a Te-ha'apapa           | …        |  |  |       |  |  |                       |  |  |                         |  |
|                               |       | Teri'i-tari'a Te-ha'apapa           | …        |  |  |       |  |  |                       |  |  |                         |  |
|                               |       | Teri'i-tari'a Te-ha'apapa           | …        |  |  |       |  |  |                       |  |  |                         |  |
| Te-ha'apapa I di Huahine      |       | Teri'i-tari'a Te-ha'apapa           |          |  |  |       |  |  |                       |  |  |                         |  |
|                               |       | Teri'i-ohua-e-te-anuanua-i-te-tuahu | …        |  |  |       |  |  |                       |  |  |                         |  |
|                               |       | Teri'i-ohua-e-te-anuanua-i-te-tuahu | …        |  |  |       |  |  |                       |  |  |                         |  |
|                               |       | Teri'i-ohua-e-te-anuanua-i-te-tuahu | …        |  |  |       |  |  |                       |  |  |                         |  |
|                               |       | Teri'i-ohua-e-te-anuanua-i-te-tuahu |          |  |  |       |  |  |                       |  |  |                         |  |